# Иван Винаров
Иван Цолов Винаров е съветски и български офицер (полковник от Червената армия и по-късно генерал-лейтенант от Българската народна армия), а също и политик, член на Българската комунистическа партия. Той е командващ Трудова повинност през 1945 – 1949 година и министър на строежите и пътищата през 1951 – 1952 година.
Полковник от Червената армия (1936), член на КПСС, съветски военен разузнавач в Европа и Азия, военен съветник на китайската армия, преподавател във Военна академия „Фрунзе“ в Москва. Той е създател на парк Кайлъка в Плевен и на Витската напоителна система.

## Биография

### Ранни години в България
Иван Винаров е роден на 11 януари 1896 година в град Плевен. Участва в Първата световна война. В края на 1916 г. става член на Българската работническа социалдемократическа партия (тесни социалисти), преименувана по-късно на БКП, а през 1918 година участва във Владайското въстание. Работи по доставка на оръжие, изземване на оръжие от складовете на Съюзническата контролна комисия. Попада в състава на Варненския общински съвет по време на Варненската комуна Активен сътрудник на нелегалния канал Варна – Севастопол – Одеса. За участието си в терористичната организация на БКП през 1921 година е осъден на осем години затвор.

### Престой в Съветския съюз
През 1922 г. успява да избяга от затвора и емигрира в Съветския съюз, където учи във Висшата партийна школа на Болшевишката партия. През април 1923 г. става член на Руската комунистическа партия – болшевики. Работи и учи в Комунистическия университет „Свердлов“. От април 1924 до ноември 1925 г. е в състава на Разузнавателно управление на Червената армия и се занимава с прехвърляне на оръжие за Българската комунистическа партия, която по това време подготвя поредица терористични актове, най-мащабен сред които е атентатът в църквата „Света Неделя“.
Преминава 3-месечно обучение в специална военна школа в гр. Тамбов. Известно време работи в България и Австрия. В периода януари 1926-февруари 1929 г. е съветник в Китай по въпросите на разузнаването в групата на Христофор Салнин (съветски разузнавач от латвийски произход). За известно време двамата са прикрепени като съветници по разузнаването и организацията на диверсионни актове към Първа национална армия, с командващ Фен Юйсян. В края на 1920-те години встъпва в контакт с Рихард Зорге в Шанхай.
От април 1929 до юни 1930 г. преминава курсове по усъвършенстване на разузнаването. От 1930 до 1933 г. е главен резидент в Австрия. Отговаря за следните европейски страни: Австрия, Полша, Чехословакия, Румъния, Югославия, Гърция, Унгария, България, Турция. През 1933 година се връща в Съветския съюз, а през 1936 година завършва на Военна академия „Фрунзе“ в Москва.
От декември 1936 г. до март 1938 г. е ръководител на разузнавателна организация в Париж. Една от главните задачи на организацията е съдействие на републиканците в Испания. През юли 1938 г. е уволнен от Червената армия. През юни 1940 г. заповедта за уволнението му е отменена.
През юни 1940 г. е назначен за преподавател в катедра „Обща тактика“ на Академия „Фрунзе“. От 1941 до 1944 г. се занимава с подготовка на българските политически емигранти за водене на партизанска война. През 1941 – 1942 г. изпълнява разузнавателна задача в Турция. През 1940-те години е съветник на Георги Димитров по въпросите на разузнаването.
През май 1944 година Винаров е изпратен в Черна гора и се присъединява към комунистическите партизани в Югославия.

### Късни години в България
След Деветосептемврийския преврат през 1944 година Иван Винаров се настанява в дома на Димитър Пешев, конфискуван заедно с цялото му имущество, включително и личните вещи. Винаров му изпраща единствено бомбето с думите: „Дайте го на другаря Пешев, на мен не ми трябва. Ние не носим такива буржоазни шапки!“
За кратко е член на Политбюро, но през ноември по нареждане на Георги Димитров е изведен от състава му и натоварен с организацията на разузнаването в Държавна сигурност под прякото ръководство на политическия секретар на БКП Трайчо Костов. Той е представител на БКП при командването на Трети украински фронт, известно време е завеждащ военния отдел при Централния комитет на БКП. През 1945 – 1949 година е командващ Трудова повинност, а през 1949 – 1951 година е помощник-министър на строежите и пътищата. През 1946 г. по негова инициатива се създава Инициативен комитета за превръщане на съществуващия дотогава ловно-стрелкови парк „Сокол“ в Народен парк „Кайлъка“ в Плевен и Винаров е избран за негов първи председател. Същата година е началник на държавните военни фабрики, като е командирован към кабинета на министъра на отбраната. През 1951 – 1952 година е министър на строежите и пътищата в първото правителство на Вълко Червенков.
В края на 1952 година Винаров е отстранен от правителството за финансови нарушения, след като е установено, че е разрешил плащането на заплати над планираните в подчинените му предприятия. За това е осъден на 2 години затвор условно (присъда № 229 от 23 март 1953).
На 14.09.1957 г. с Разпореждане № 1085 Министерският съвет назначава Иван Винаров за първи заместник-министър на Министерството на комуналното стопанство, благоустройството и пътищата. На 12.03.1959 г. министерството се закрива и се създава управление „Пътища“ при Министерския съвет и с Указ № 213 от 17.03.1959 г. на Президиума на Народното събрание е назначен за началник на управлението.
През 1960 година Винаров е произведен в генерал-лейтенант, а през 1964 година получава званието „Герой на социалистическия труд“.
След пенсионирането си се установява в Плевен, ползва малка къща в парк Кайлъка. От 1958 г. до смъртта си е народен представител от Плевен. Негова е заслугата за почти четирикратното разширяване на защитената паркова територия, негови са и идеите за изграждането на язовири около Плевен. За приноса си към развитието на Плевен е обявен за почетен гражданин.

## Наследство
След смъртта на Иван Винаров къщата, където той прекарва последните години от живота си и край която е погребан, става музеен кът. През 1993 г. експозицията е закрита. С Протокол № 27, решение № 785 на Общински съвет – гр. Плевен, 16.02. 2006 г. къщата е включена в списъка на обектите за приватизация. Днес постройката е полуразрушена, повредено е и надгробието на Иван Винаров.
През 2006 г. в гр. Плевен е отбелязана 110-ата годишнина от рождението на генерала. По инициатива на местната организация на Българската социалистическа партия се създава инициативен комитет за организиране на честването, под ръководството на Валя Минкова – експерт към Военния клуб, Плевен. По покана на Съюза на офицерите и сержантите от запаса в Плевен на честването на 24 февруари 2006 г. присъства вицепрезидентът о.р. генерал Ангел Марин.
На 15 февруари 2007 г. в Плевен е учредено Дружество „Генерал Иван Винаров“ към Съюза на офицерите и сержантите от запаса и резерва – СОСЗР, с председател полковник Любен Николов – ВКР. Определени са близките и далечни задачи на дружеството.